# 多治比豊浜
多治比 豊浜（たじひ の とよはま）は、奈良時代の貴族。姓は真人。官位は従五位下・三河守。

## 経歴
神護景雲4年（770年）従五位下に叙爵し、宝亀2年（771年）大学助次いで治部少輔に任ぜられる。宝亀3年（772年）信濃守に転じると、宝亀5年（774年）豊前守、宝亀6年（775年）大宰少弐と光仁朝中期は地方官を歴任した。
天応元年（781年）桓武天皇の即位後まもなく左少弁に任ぜられ京官に復すが、早くも翌天応2年（782年）三河守として再び地方官に遷っている。

## 官歴
『続日本紀』による。
- 時期不詳：正六位上
- 神護景雲4年（770年） 6月25日：従五位下
- 宝亀2年（771年） 閏3月1日：大学助。11月19日：治部少輔
- 宝亀3年（772年） 9月23日：信濃守
- 宝亀5年（774年） 3月5日：豊前守
- 宝亀6年（775年） 7月11日：大宰少弐
- 天応元年（781年） 5月25日：左少弁
- 天応2年（782年） 5月17日：三河守